# Doris Schuck
Doris Schuck, coniugata Baierle (Monaco di Baviera, 25 gennaio 1958), è un'ex cestista tedesca.

## Carriera
Con la Germania Ovest ha disputato due edizioni dei Campionati europei (1978, 1981).